# بيير دوكان
الدكتور بيير دوكان، مخترع رجيم دوكان أصبح نجما عالميا حققت كتبه مبيعات عالية وترجمت إلى 9 لغات في 20 بلدا، من كوريا إلى بريطانيا. وعلى الرغم من أن هذه الحمية معروفة في فرنسا منذ فترة طويلة، فإن الفضل في انتشارها في العالم عموما وبريطانيا خصوصا، يعود إلى نساء عائلة ميدلتون التي صاهرت العائلة المالكة في بريطانيا مؤخرا. فالشائع أن كارول، أم دوقة كمبريدج، والبالغة من العمر 56 عاما، تدين برشاقتها لهذه الحمية. بل ويقال أن ابنتيها، بيبا وكايت، اتبعتاها قبيل العرس للحصول على قوام ممشوق. الدكتور دوكان لا ينكر ذلك، فعندما سئل عن سبب الشعبية التي قوبل بها كتابه في بريطانيا مؤخرا، رد من دون تردد: «لأنها حمية فعالة.. وبفضل كارول ميدلتون». وبالفعل فإن مبيعات الكتاب ارتفعت بنسبة 100 في المائة منذ كشفت كارول في العام الماضي أنها من المعجبات بهذه الحمية وأنها فقدت كيلوغرامين خلال 4 أيام من ممارستها أول مرة. كما قالت ابنتها بيبا مازحة، في هذا الصدد، إن أمها لا تأكل سوى القريدس والجبن الرائب. لكن لائحة النجمات اللاتي يتبعن حمية دوكان طويلة، وتضم على سبيل المثال: العارضة جيزيل باندشن، وجنيفر لوبيز، والمغنية الأوبرالية كاثرين جانكينز.. وغيرهن.

## روابط خارجية
- - رجيم دوكان